# Chhusang
Chhusang is een dorpscommissie (Engels: village development committee, afgekort VDC; Nepalees: panchayat) in het midden van Nepal, gelegen in het district Mustang in de Dhawalagiri-zone. Ten tijde van de volkstelling van 2001 had het een inwoneraantal van 668 personen, verspreid over 186 huishoudens; in 2011 waren er nog 512 inwoners, verspreid over 168 huishoudens.

VDC Chhusang
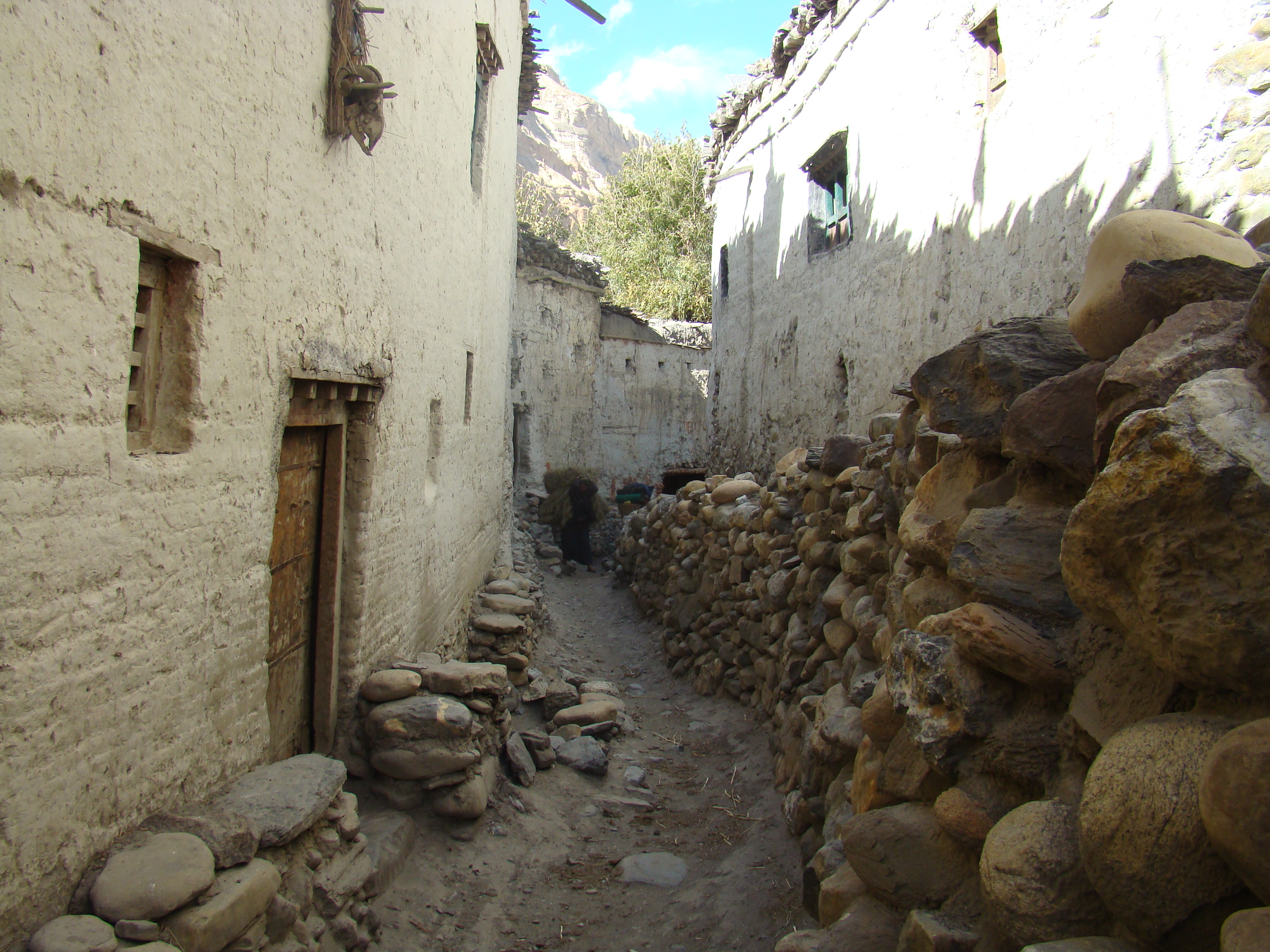
Straatje in Chhusang
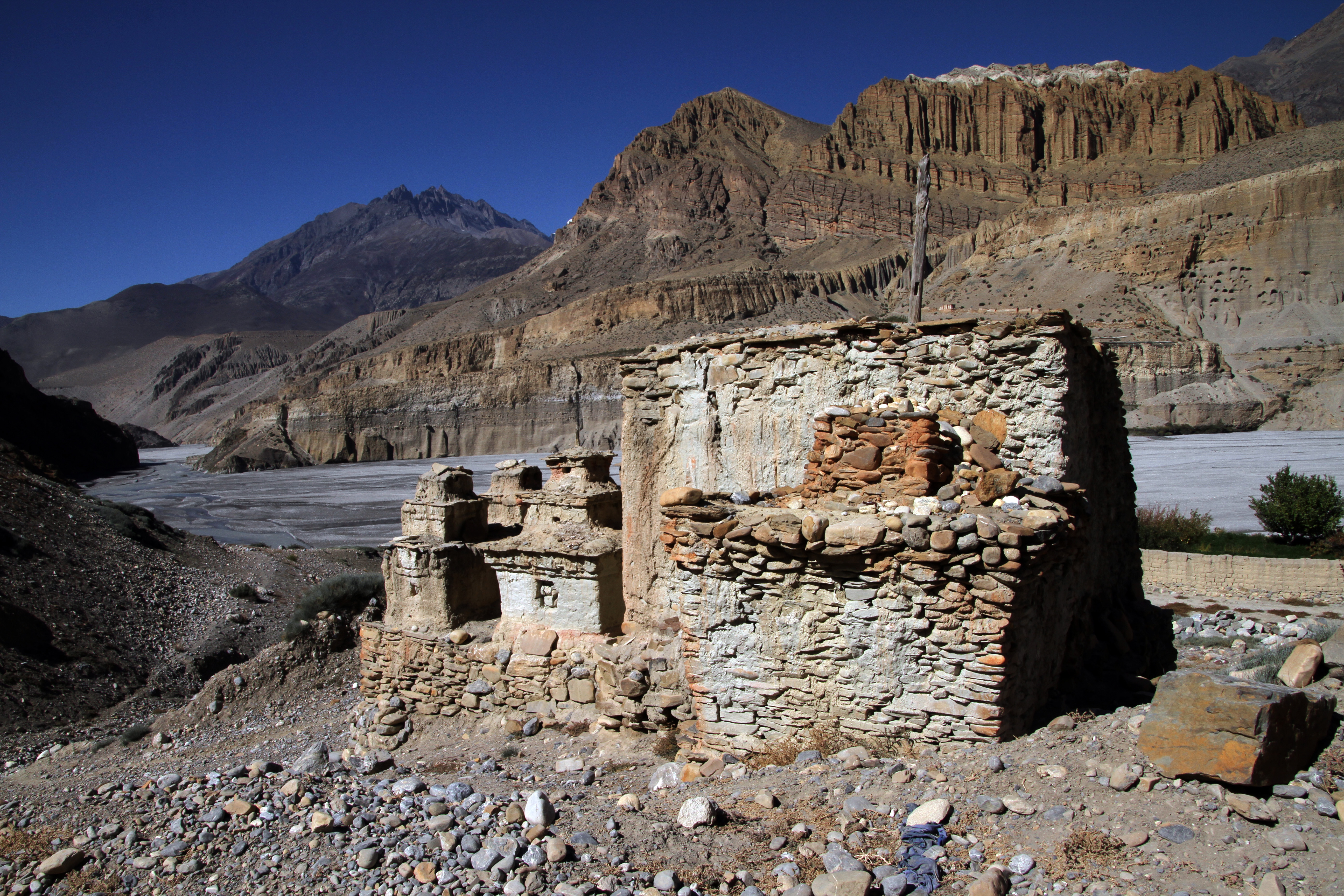
Lhatos in Chhusang
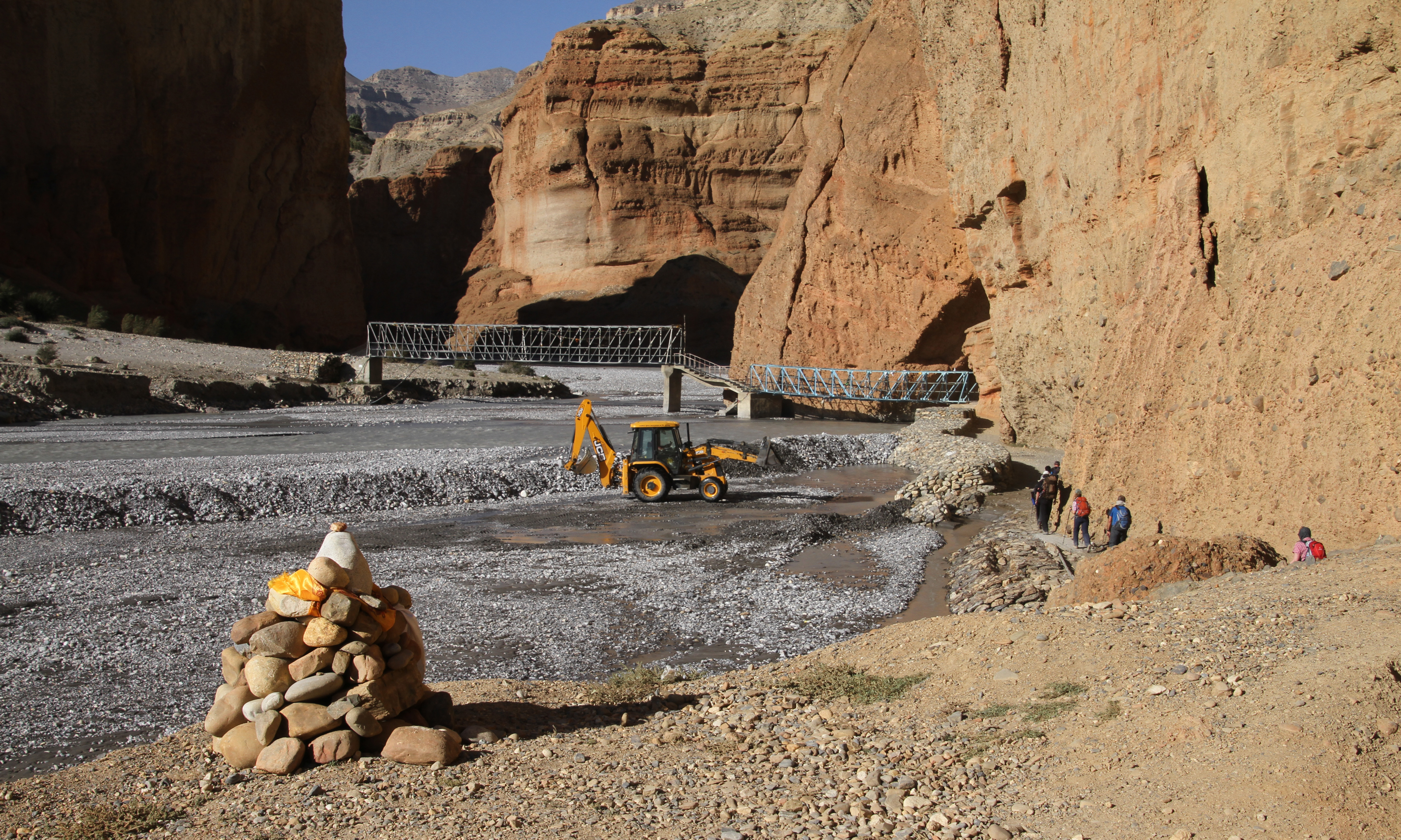
Kali Gandaki-brug in Chele
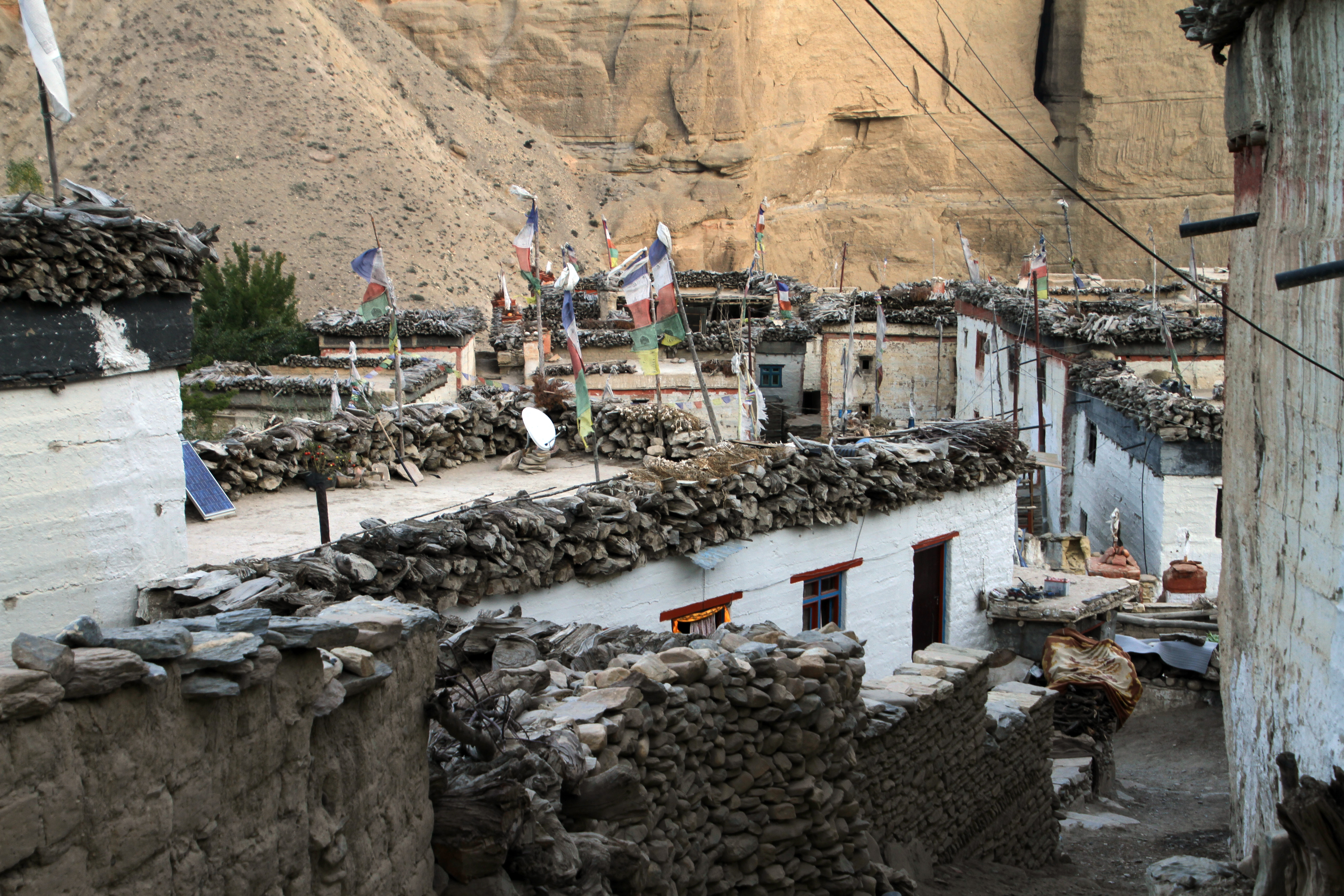
Chele
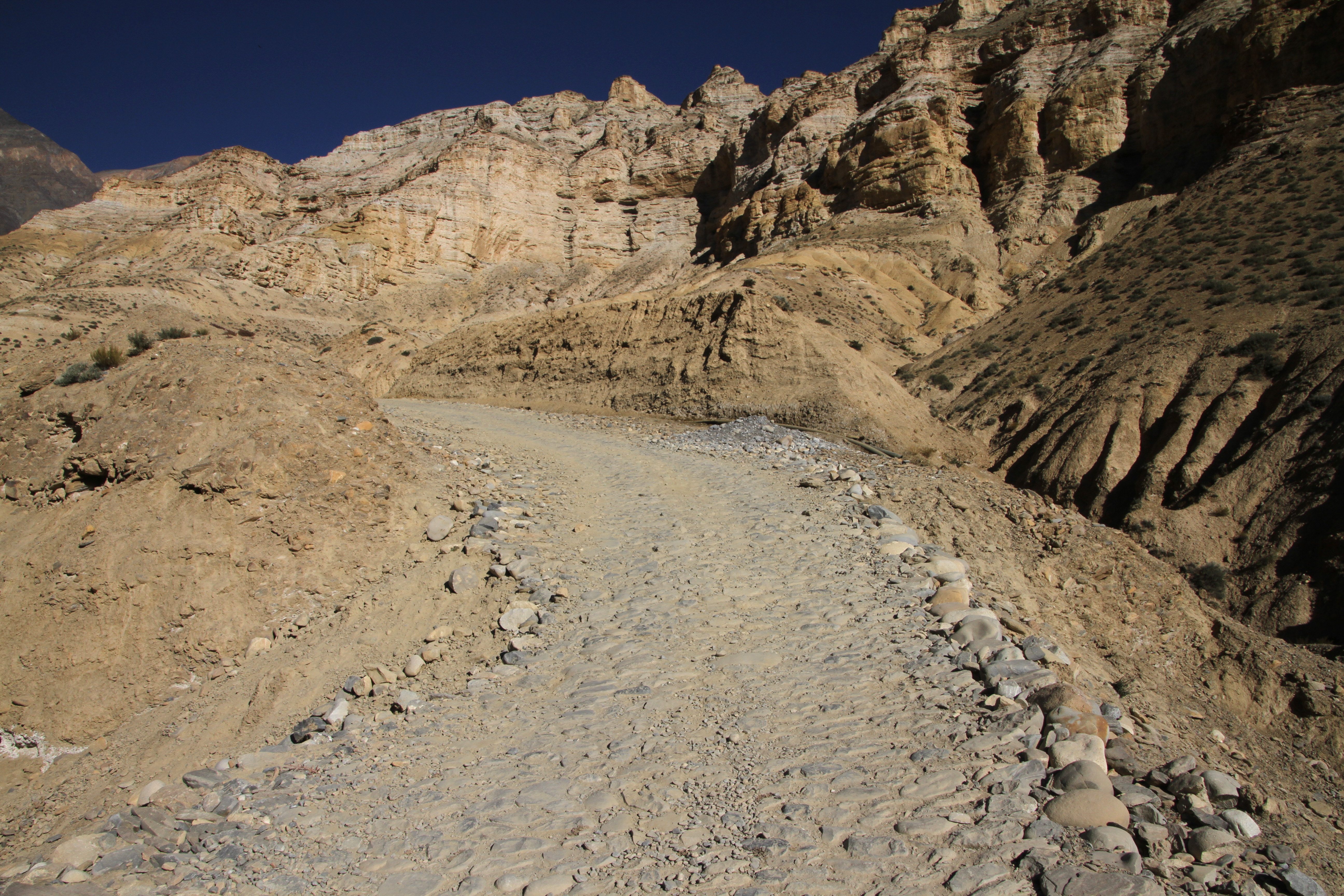
Pad Chele - Samar
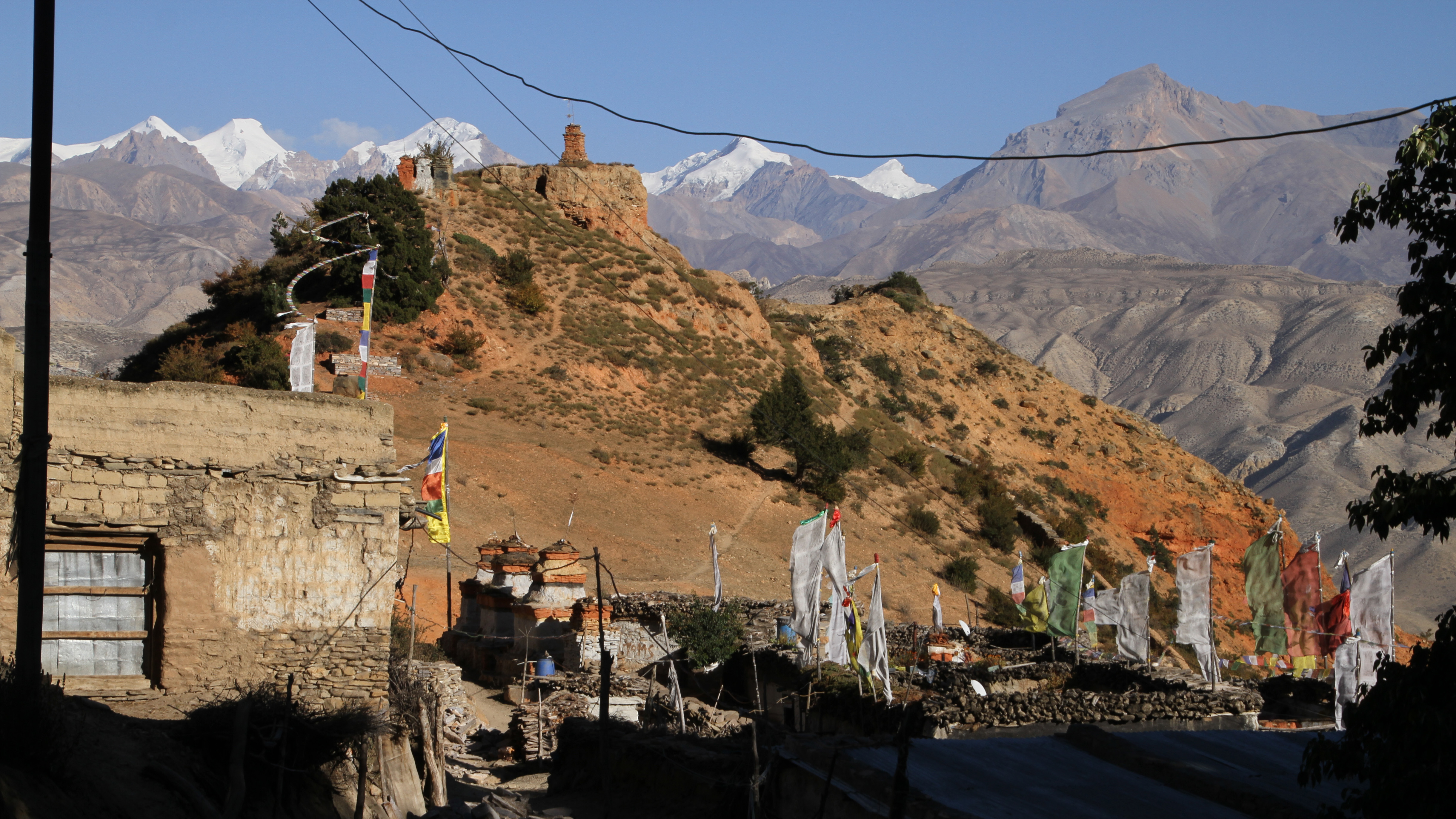
Samar
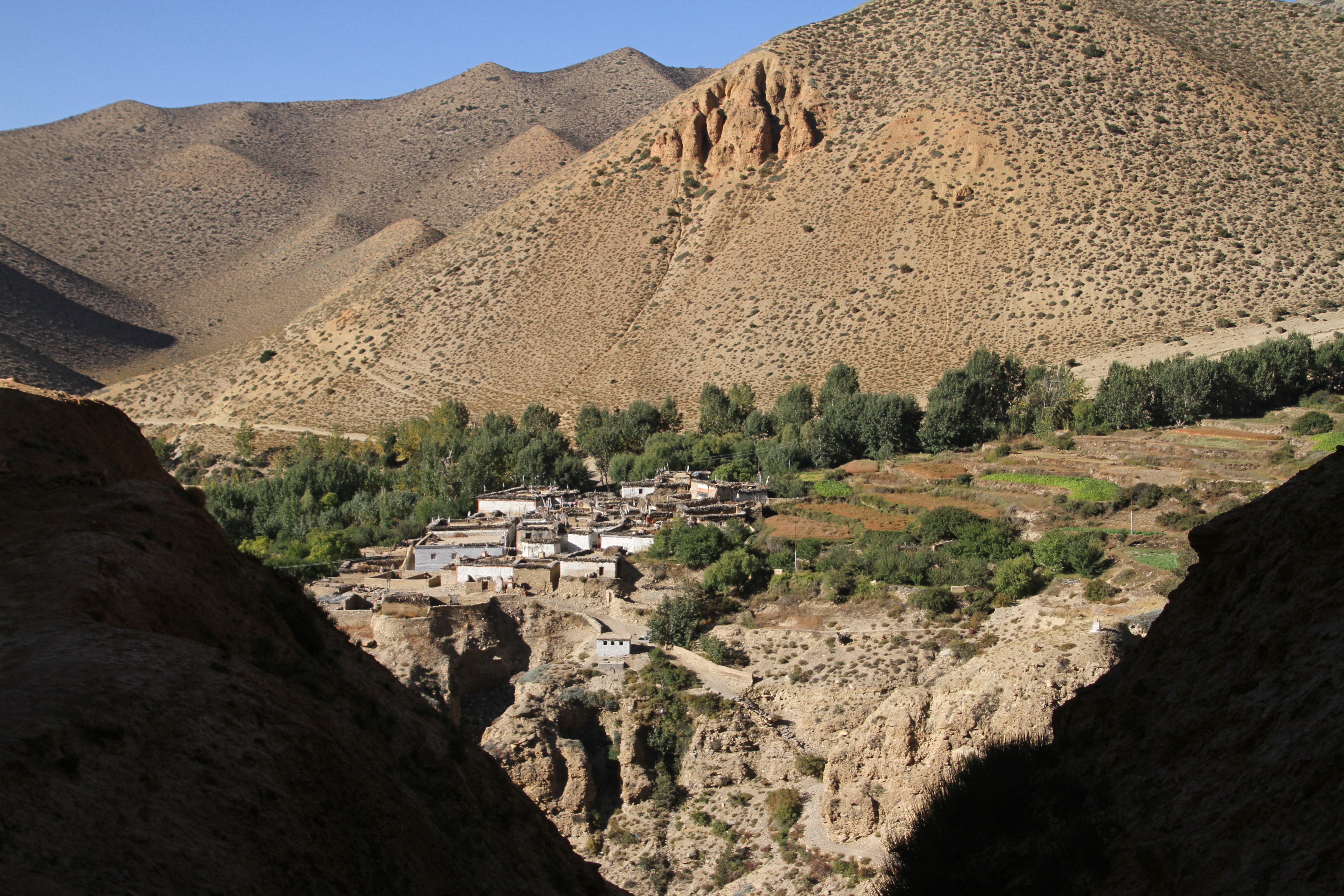
Ghyakar
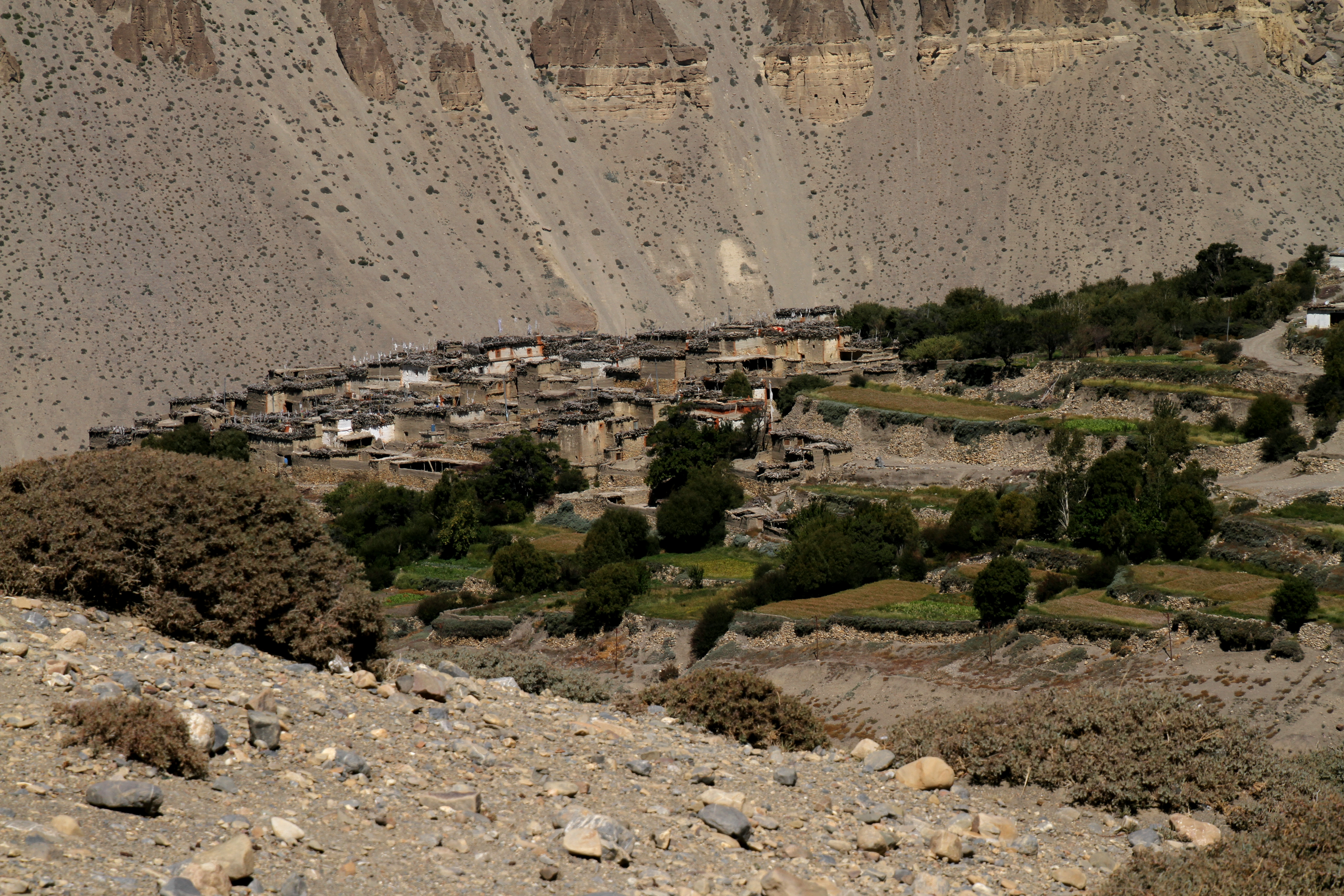
Thangbe